# Belogradtschik

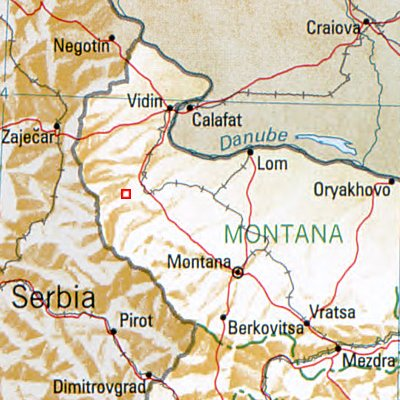
Belogradtschik (rotes Viereck); Nachbarorte: Montana (Bulgarien), Widin, Lom, Orjachowo, Wraza, Mesdra, Berkowiza, Pirot, Zaječar, Negotin, Calafat

Belogradtschik [ˌbɛɫoɡrɐˈtʃik] (bulgarisch Белоградчик, Schreibweise bis 1945 Бѣлоградчѝкъ) ist eine kleine Stadt im nordwestlichen Bulgarien. Der Name der Stadt leitet sich von belo, „weiß“, und grad,  „Burg“ (heute überwiegt die Bedeutung „Stadt“) ab. Der Name bedeutet so viel wie „Weiße Burg“ und spielt auf das Aussehen der Festung an. Die Stadt liegt ca. 180 km nordwestlich von Sofia, 70 km nordwestlich von Montana und etwa 50 km südwestlich von Widin. Der nächste Bahnanschluss befindet sich im zwölf Kilometer nordöstlich gelegenen Oreschez.

## Geographie
Die Stadt liegt auf einer Höhe von 520 Metern zwischen den beiden zum Balkangebirge gehörigen Höhenzügen Veneza und Vedernik. In der Umgebung der Stadt befindet sich ein etwa zehn Kilometer langes und zwei Kilometer breites Felsgebiet mit über 200 kleineren Felstürmen aus rotem Konglomeratgestein.

## Sehenswürdigkeiten

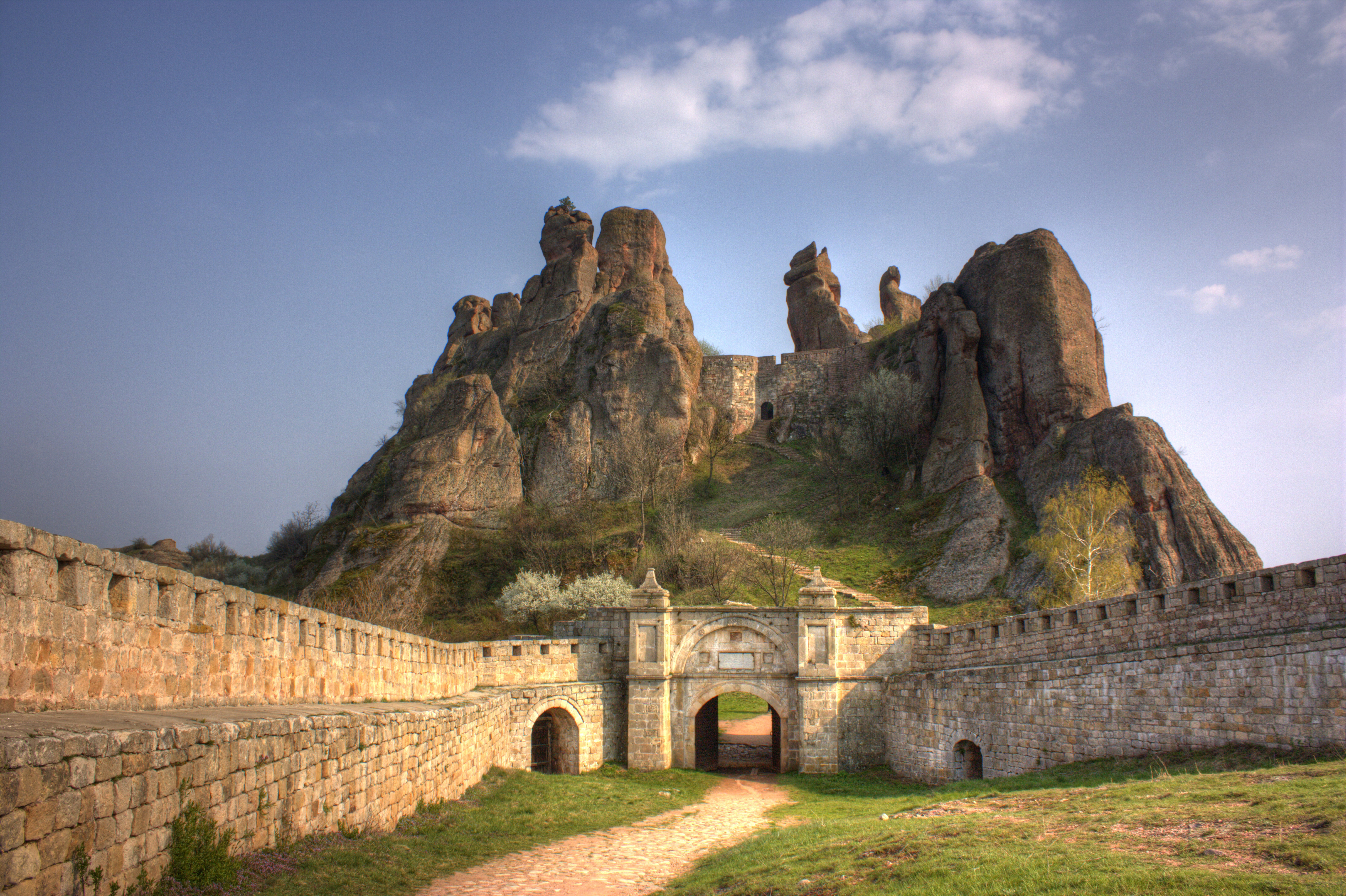
Festung Belogradtschik

- Festung Belogradtschik, die Festung (Kaleto, von türkisch kale, „Festung“) befindet sich im Südwesten der Stadt.
- Naturkundemuseum, liegt südöstlich etwas außerhalb des Ortes
- die Höhle Magura, eine Schauhöhle von ca. 2,5 km Länge
- Historisches Museum, im Hause der Familie Panovi (Baudenkmal von 1810)
- Observatorium mit einem der größten Fernrohre in Bulgarien
- St.-Georg-Kirche, im Jahr 1868 erbaut.

## Geschichte
Bereits im 1. Jahrhundert bauten die Römer hier eine Festung in die Felsen. Diese wurde mehrfach von den Byzantinern, Bulgaren und Türken zerstört und wieder aufgebaut. Die Stadt zu Füßen der Festung wird erstmals 1454 urkundlich erwähnt. Die heutige Festung wurde während der türkischen Herrschaft im Jahr 1850 unter Sultan Abdülmecit I. fertiggestellt. Die Ausbeutung der einheimischen Bevölkerung führte im selben Jahr zu einem Bauernaufstand, welcher aber niedergeschlagen wurde.
In der heutigen Zeit entwickelt sich Belogradtschik immer mehr zu einem touristischen Zentrum. Seit den 1960er Jahren wurden die umliegenden Felsen für das Sächsische Klettern erschlossen.